# Kandace Krueger

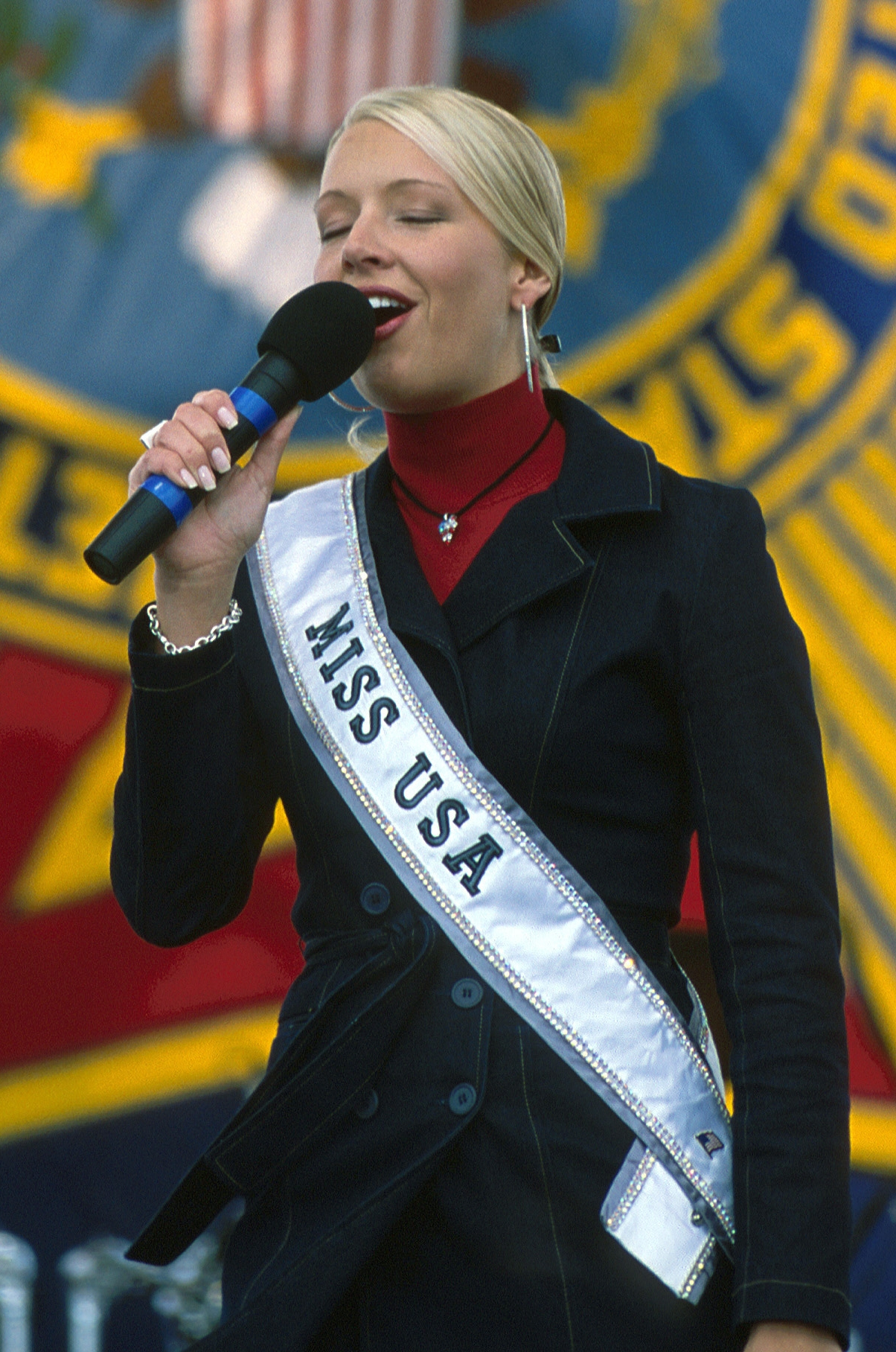

Kandace Gayle Krueger Matthews (ur. w Austin w Teksasie) – prezenterka telewizyjna i Miss USA w 2001 r. Zajęła 3 miejsce na Miss Universe. W maju 2005 wzięła ślub z Robem Matthewsem.